# ليز وينفيلد
ليز وينفيلد (بالإنجليزية: Liz Winfield)‏ (1964)؛ كاتِبة وشاعرة أسترالية.